# Jamie Collins (cầu thủ bóng đá, sinh 1978)
James Collins (sinh ngày 28 tháng 5 năm 1978) là một huấn luyện viên bóng đá và cựu cầu thủ bóng đá chuyên nghiệp hiện đang làm việc tại Wolverhampton Wanderers với tư cách huấn luyện viên tạm quyền. Collins hiện đang giữ chứng chỉ UEFA Pro, UEFA - A licence và là một trong số 16 huấn luyện viên được lựa chọn để tốt nghiệp ở mức 'Level 5 elite coaches'.